# بارني جيمس
بارني جيمس (بالإنجليزية: Barney James)‏ هو ممثل بريطاني، ولد في 1944 في المملكة المتحدة، وتوفي في 2016.

## وصلات خارجية
- بارني جيمس على موقع ميوزك برينز (الإنجليزية)